# Wzmacniacz elektromaszynowy
Wzmacniacz elektromaszynowy (rodzaj maszyny elektrycznej) – prądnica w specjalnym wykonaniu, której zadaniem jest wzmocnienie sygnałów prądu, mocy lub napięcia.
Wzmacniacze elektromaszynowe można podzielić na trzy grupy:
- wzmacniacze typu prądnicy obcowzbudnej
- wzmacniacze pracujące jako prądnice z wykorzystaniem pola poprzecznego (np. amplidyna)
- wzmacniacze pracujące jako prądnice samowzbudne przy rezystancji obwodu wzbudzenia krytycznej lub nadkrytycznej (rototrole)

Wielkościami, które charakteryzują wzmacniacz są:
- statyczny współczynnik wzmocnienia {\displaystyle u=Wy/We} (stosunek wielkości elektrycznej wyjściowej do wielkości elektrycznej wejściowej)
- stała czasowa {\displaystyle T} określająca czas odpowiedzi wielkości wyjściowej po zmianie sygnału wejściowego (zazwyczaj nie przekracza 0,25s)
- dynamiczny współczynnik wzmocnienia (współczynnik dobroci) {\displaystyle d=u/T}